# Paradrymadusa pontica
Paradrymadusa pontica är en insektsart som beskrevs av Willy Adolf Theodor Ramme 1939. Paradrymadusa pontica ingår i släktet Paradrymadusa och familjen vårtbitare. Inga underarter finns listade i Catalogue of Life.